# Metopa bruzelii
Metopa bruzelii är en kräftdjursart som först beskrevs av Goës 1866.  Metopa bruzelii ingår i släktet Metopa och familjen Stenothoidae. Arten är reproducerande i Sverige. Inga underarter finns listade i Catalogue of Life.